# NGC 3257
NGC 3257 (другие обозначения — ESO 375-36, MCG -6-23-31, PGC 30849) — линзовидная галактика в созвездии Насоса. Открыта Джоном Гершелем в 1834 году.
Этот объект входит в число перечисленных в оригинальной редакции «Нового общего каталога».
Галактика NGC 3257 входит в состав группы галактик NGC 3281. Помимо NGC 3257 в группу также входят NGC 3249, NGC 3275, NGC 3281, ESO 375-26, ESO 375-62 и ESO 375-69.